# Par (Wielka Brytania)
Par (korn. Porth) – miasto w Anglii, w Kornwalii. Leży 65 km na północny wschód od miasta Penzance i 347 km na zachód od Londynu.